# Alargamento futuro da União Europeia
Alargamento futuro da União Europeia é teoricamente aberto a qualquer país europeu que seja democrático, opere um mercado livre e esteja disposto e seja capaz de implementar todas as leis anteriores da União Europeia. O alargamento passado trouxe aumentou o número de membros de 6 para 28 desde a fundação da União Europeia (UE) como a Comunidade Europeia do Carvão e do Aço em 1952. Os critérios de adesão estão incluídos nos critérios de Copenhague, aprovados em 1993, e o Tratado de Maastricht (artigo 49). Se um país é europeu ou não é um objeto de uma avaliação política das instituições da União Europeia.
Atualmente, existem oito candidatos reconhecidos para a adesão: Turquia (requerido em 1987), Macedônia do Norte (requerido em 2004), Montenegro (requerido em 2008), Albânia (requerido em 2009), Sérvia (requerido em 2009), Bósnia e Herzegovina, Ucrânia, Moldávia (requerido em 2022) e Geórgia (requerido em 2023). O Cossovo, cuja independência não é reconhecida por cinco Estados-membros da União Europeia, são reconhecidos como potenciais candidatos à adesão pela União Europeia. O Cossovo tem um Acordo de Estabilização e Associação (AEA) com a União Europeia, que geralmente precede a apresentação do pedido de adesão. Em julho de 2014, Jean-Claude Juncker anunciou que a União Europeia não tem planos de se expandir antes de 2019, enquanto a Sérvia e Montenegro, os candidatos mais avançados, devem se unir antes de 2025. Enquanto os outros estão progredindo, as conversações turcas estão em uma paralisação efetiva.
Os três principais países da Europa Ocidental que não são membros da União Europeia, Islândia, Noruega e Suíça, já apresentaram pedidos de adesão no passado, mas depois os congelaram. No entanto, juntamente com o Listenstaine, participam no Mercado comum da União Europeia, bem como no espaço Schengen, o que os torna estreitamente alinhados com a União Europeia. De acordo com uma estratégia da Associação Oriental, é improvável que a União Europeia convide mais alguns de seus vizinhos pós-soviéticos a se unir ao bloco antes de 2020. No entanto, em 2014, a União Europeia assinou acordos de associação com a Geórgia, a Moldávia e a Ucrânia e o Parlamento Europeu aprovou uma resolução reconhecendo a "perspectiva europeia" deste três países.
Sobre o fato de alguns países da Europa Central e do Leste Europeu não serem parte da União Europeia, Heather Grabbe (Reino Unido), do Centro para Reforma Europeia, comentou: "A Bielorrússia é muito autoritária, a Moldávia é muito pobre, a Ucrânia é grande demais e a Rússia assustadora demais para a União Europeia contemplar uma oferta de filiação a qualquer momento em breve." Isto foi confirmado por uma estratégia da União Europeia, de autoria polaco-sueca, que estabelece a plena integração de uma adesão que está sendo oferecida para os estados do Leste da Europa, mas nenhuma perspectiva do alargamento oferecido ser no curto e médio prazo.

## História da ampliação da União Europeia
A União Europeia, e anteriormente a Comunidade Europeia, vem sendo ampliada ao longo do tempo. Até à data, a União Europeia passou por seis processos de alargamento, sete no caso da reunificação da Alemanha, o que pode ser visto nas seguintes tabelas:
| Sigla* | Detalles | Mapa |
| --- | --- | ---- |
| CEE-6 (1957-1972) | Em 1957, os seis estados fundadores da Comunidade Europeia do Carvão e do Aço (Bélgica, Alemanha Ocidental, França, Itália, Luxemburgo e Países Baixos), constituíram a Comunidade Económica Europeia e a Comunidade Europeia da Energia Atómica. Em 1962, a Argélia se retira no qual até à data fazia parte do Império colonial francês. |      |

Países membros da União Europeia
Ex-membro da União Europeia
Países candidatos reconhecidos
Países que apresentaram candidatura e são reconhecidos pela União Europeia como potenciais candidatos
Países que retiraram as suas candidaturas e que são membros da AECL

| CE-9 (1973-1980) | Em 1973, são incorporados o Reino Unido, República da Irlanda e Dinamarca (incluindo a Gronelândia e excluídas as Ilhas Feroe). |      |
| CE-10 (1981-1985) | Em 1981, é incorporada a Grécia |      |
| CE-12 (1986-1993) | Em 1986 são incorporados Portugal e Espanha. Anteriormente, em 1985, a Gronelândia se retira como consequência do referendo de 1982. |      |
| UE-12 (1993-1994) | Começa a ser formalmente, em 1993, o termo de União Europeia. Antes disso, a 3 de outubro de 1990, a união da Alemanha Ocidental com a República Democrática Alemã (RDA) numa nova Alemanha Ocidental unificada, constitui uma ampliação da União sem um aumento do número de estados membros.                                             |      |
| UE-15 (1995-2004) | Em 1995, são incorporadas a Áustria, Finlândia e Suécia. |      |
| UE-25 (2004-2006) | A 1 de maio de 2004, são incorporados a República Checa, Chipre, Eslováquia, Eslovénia, Estónia, Hungria, Letónia, Lituânia, Malta e a Polónia. |      |
| UE-27 (2007 - 2013) | Em 2007, são incorporadas a Roménia e a Bulgária. |      |
| UE-28 (2013 - 2020) | A 1 de julho de 2013, é incorporada a Croácia. |      |
| UE-27 (2020 - atualidade) | A 31 de janeiro de 2020, a saída do Reino Unido. |      |
| (*)= Estas siglas e as suas variantes noutros idiomas (EEC-6, EU-15 etc.), foram utilizadas por diferentes meios. Também se pode utilizar as expressões: "Europa dos seis", "Europa dos nove" e assim sucessivamente de acordo com o número de membros. Nota: Salva menção contrária, todos os estados foram incorporados a 1 de janeiro. | |      |

| |
| Estados membros da União Europeia (27 desde 31 de janeiro de 2020). Estados candidatos reconhecidos à admissão na União Europeia (6 desde 20 de novembro de 2016). |